# Koppelvibrator
Een koppelvibrator (ook wel duovibrator genoemd) is een vibrator die door stellen gebruikt kan worden tijdens vaginale geslachtsgemeenschap. Veel varianten van de koppelvibrator zijn vormgegeven in een U-vorm, waarbij een ellipsvormige kant de vagina wordt ingebracht en het andere uiteinde vanaf de buitenkant de clitoris stimuleert.  

## Soorten
Koppelvibrators worden verkocht in verschillende soorten en hebben de optie op een of meerdere trilstanden en werken meestal draadloos. Er zijn diverse varianten die worden verkocht met batterijen en met oplaadbare accu’s. De meeste koppelvibrators werken met een afstandsbediening, waarmee op afstand de vibratiestanden bediend kunnen worden. Sommige koppelvibrators zijn ergonomisch in een U-vorm gemaakt en sommige hebben een penisvorm aan twee zijdes. Er zijn dan ook verschillen op het gebied van formaat, opties, materiaal en ook vibratiestanden. Sommige vibrators werken met behulp van een trilfunctie die qua intensiteit versteld kan worden, terwijl andere types functioneren middels een luchtdruktechniek. Bij de luchtdrukvariant wordt er meestal gebruik gemaakt van kleine zuignapjes die via gepompte lucht een sensatie bewerkstelligen, hierbij is de plaatsing op de juiste plek wel cruciaal bij het inbrengen. De dubbelzijdige vibrator met een penisvorm aan beide zijden is geschikt voor koppels met twee vrouwen of koppels waarbij de man anale penetratie ondergaat.

## Gebruikstechnieken
De koppelvibrator is ontworpen voor vrouwen, maar kan ook genot geven voor mannen. Bij de meeste varianten vinden er op beide uiteinden trilstimulaties plaats, waardoor de man tijdens het penetreren ook deze vibraties ook kan voelen. De vrouw wordt vervolgens door dezelfde vibrator aan de buitenkant via de clitoris gestimuleerd. Een andere techniek die vaak wordt toegepast, is waarbij er geen gemeenschap plaatsvindt, maar de ene persoon de vibratiestand op afstand via een afstandsbediening bedient. Dit kan eventueel vanuit een andere ruimte, afhankelijk van het bereik van de afstandsbediening die meestal via een bluetoothverbinding werkt.

## Merken
Een van de best verkochte merken koppelvibrators is de We-Vibe. Het Canadese koppel Bruce en Melody Murison begonnen in 2003 een eigen onderneming nadat het telecom bedrijf waar zij voor werkten failliet ging. Na vijf jaar ontwikkelen kwam de eerste We-Vibe koppelvibrator op de markt in 2008. Het duurde niet lang voor de We-Vibe werd aanbevolen door Amerikaanse coryfeeën Dr. Oz en ook Oprah Winfrey in 2009 en zodoende nam de populariteit van de We-Vibe en daarmee de koppelvibrator een vlucht. De We-Vibe groeide uit tot een van de best verkocht seksspeeltjes en won ook meerdere erkenningen in de erotiek industrie. Veel consumenten associëren de merknaam We-Vibe dan ook met dit soort vibrator. Andere producenten, waaronder LELO, hebben getracht inbreuk te maken op het patent van de We-Vibe. Maar We-Vibe heeft dit succesvol weten aan te vechten.